# NGC 6957
NGC 6957 ist eine Spiralgalaxie vom Hubble-Typ Sc im Sternbild Delphin. Sie ist schätzungsweise 371 Millionen Lichtjahre von der Milchstraße entfernt.
Das Objekt wurde am 28. Juni 1863 von Albert Marth entdeckt.